# Lascasèras
Lascasèras (en francès Lascazères) és un municipi francès situat al departament dels Alts Pirineus i a la regió d'Occitània.

## Demografia
| 1962                                       | 1968 | 1975 | 1982 | 1990 | 1999 | 2007 |
| ------------------------------------------ | ---- | ---- | ---- | ---- | ---- | ---- |
| 325                                        | 335  | 384  | 315  | 265  | 249  | 322  |
| Des de 1962: població sense dobles comptes |      |      |      |      |      |      |

## Administració
| Període | Identitat         | Partit |
| ------- | ----------------- | ------ |
| 2008-   | Christian Bourbon |        |

## Galeria d'imatges

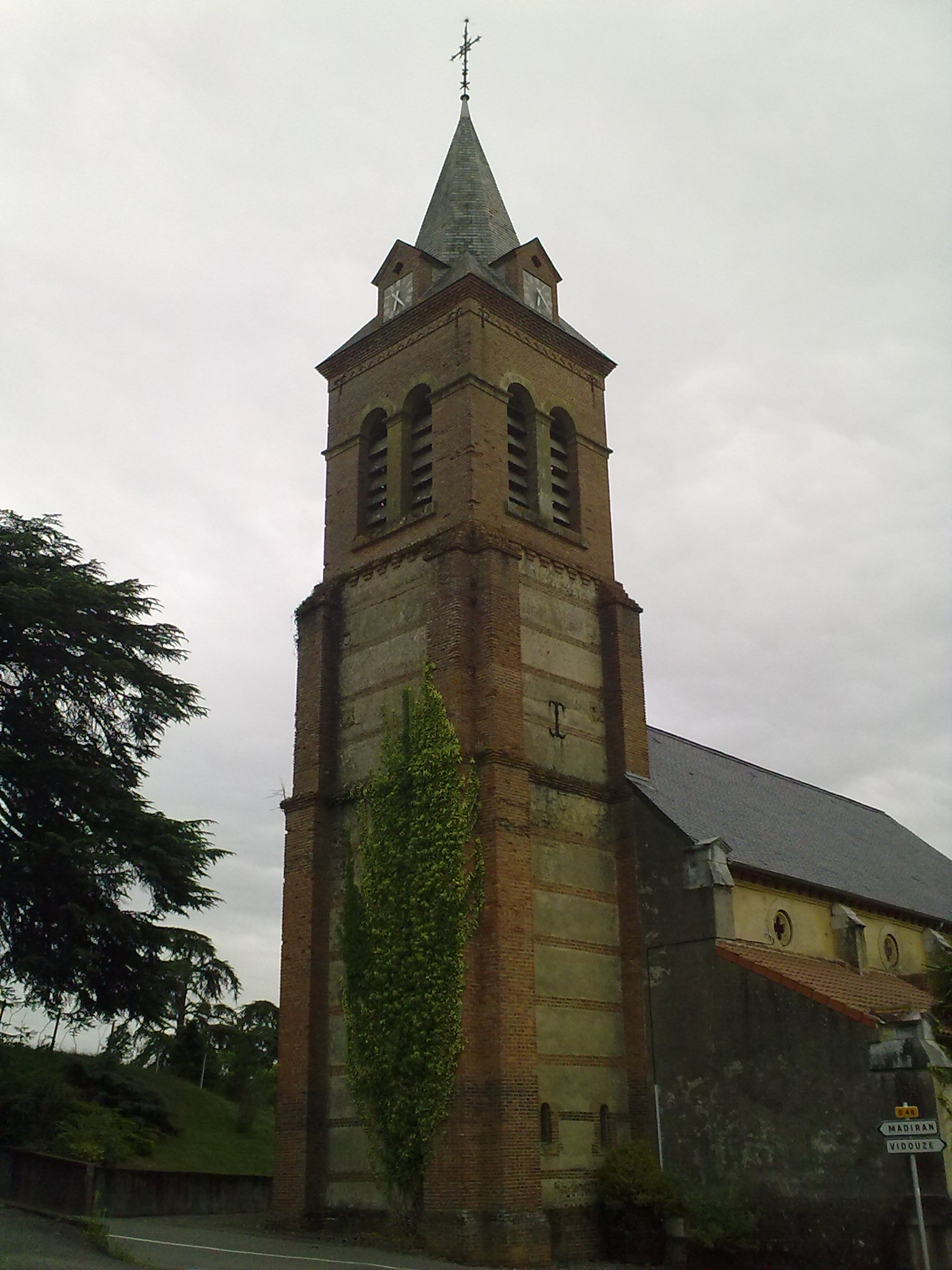
Església de Lascasèras
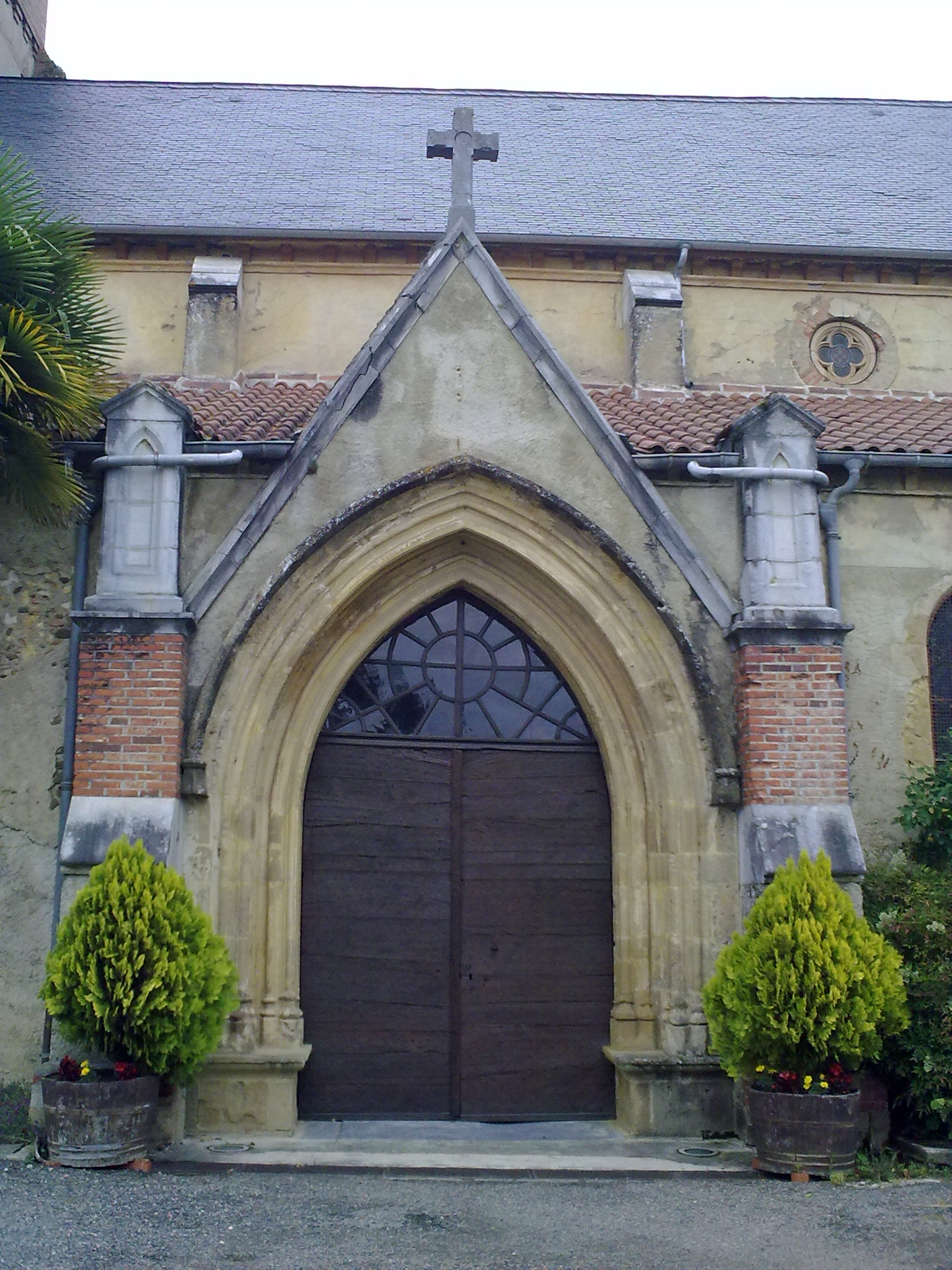
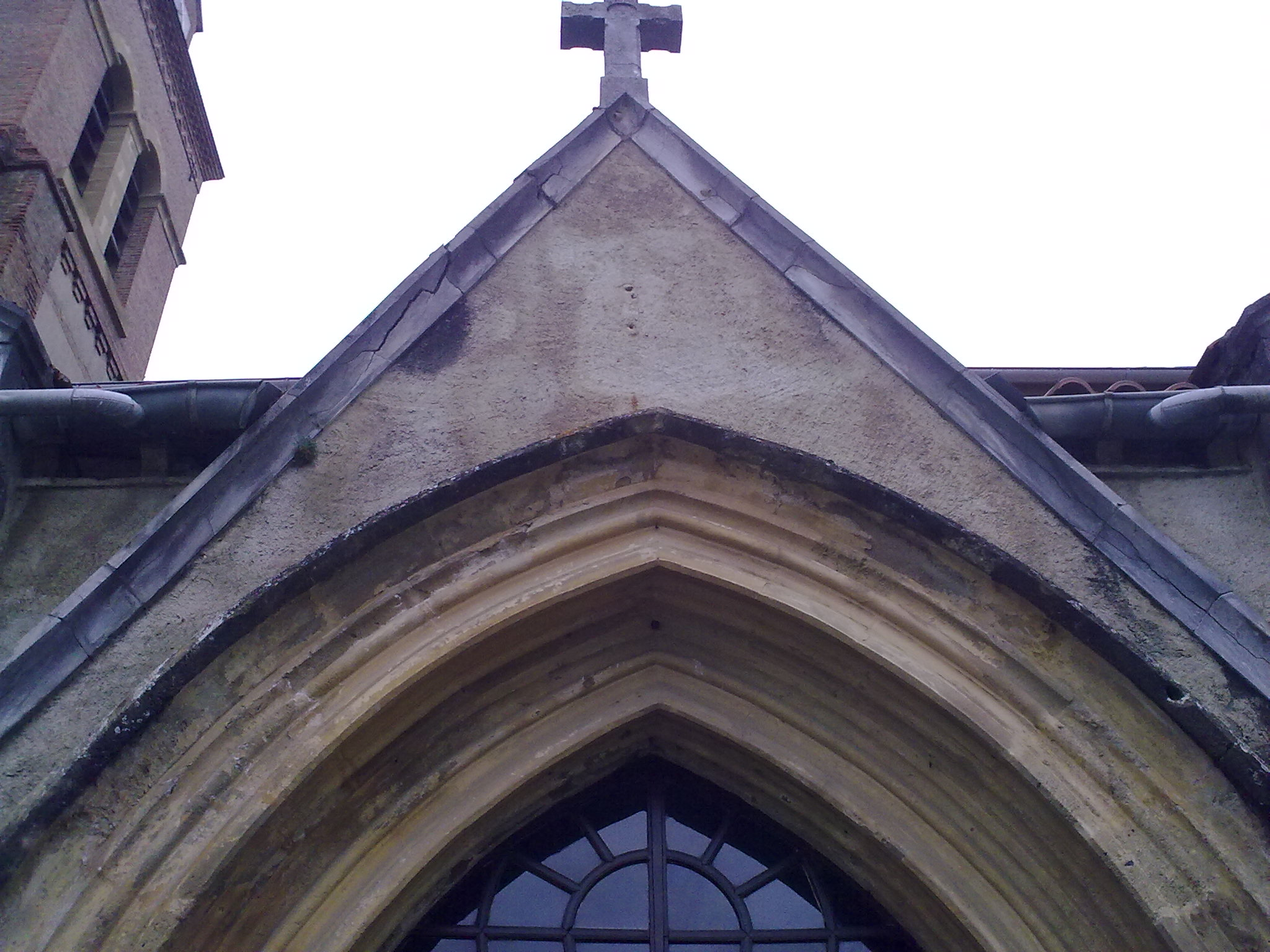

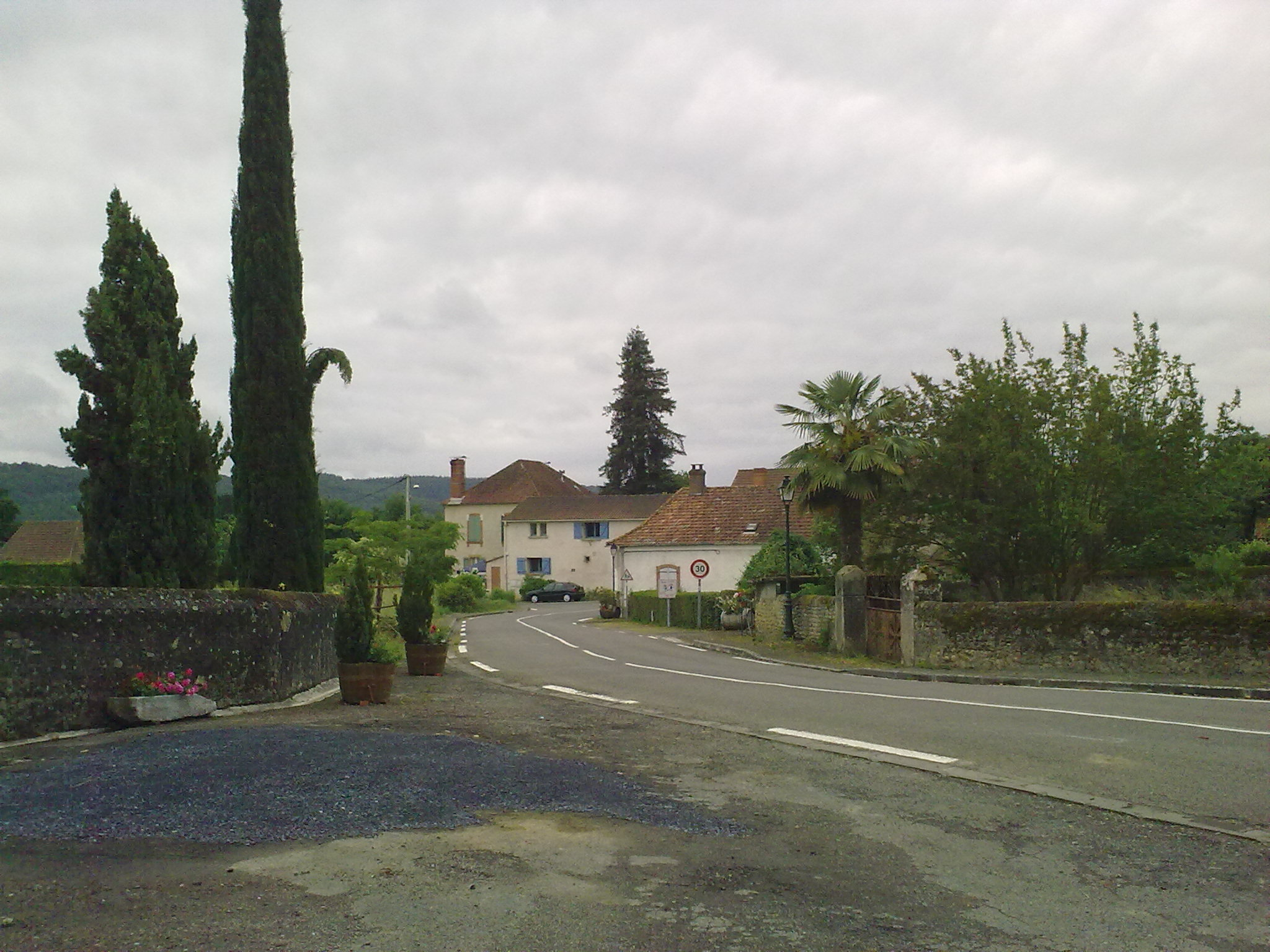
Lascasèras.
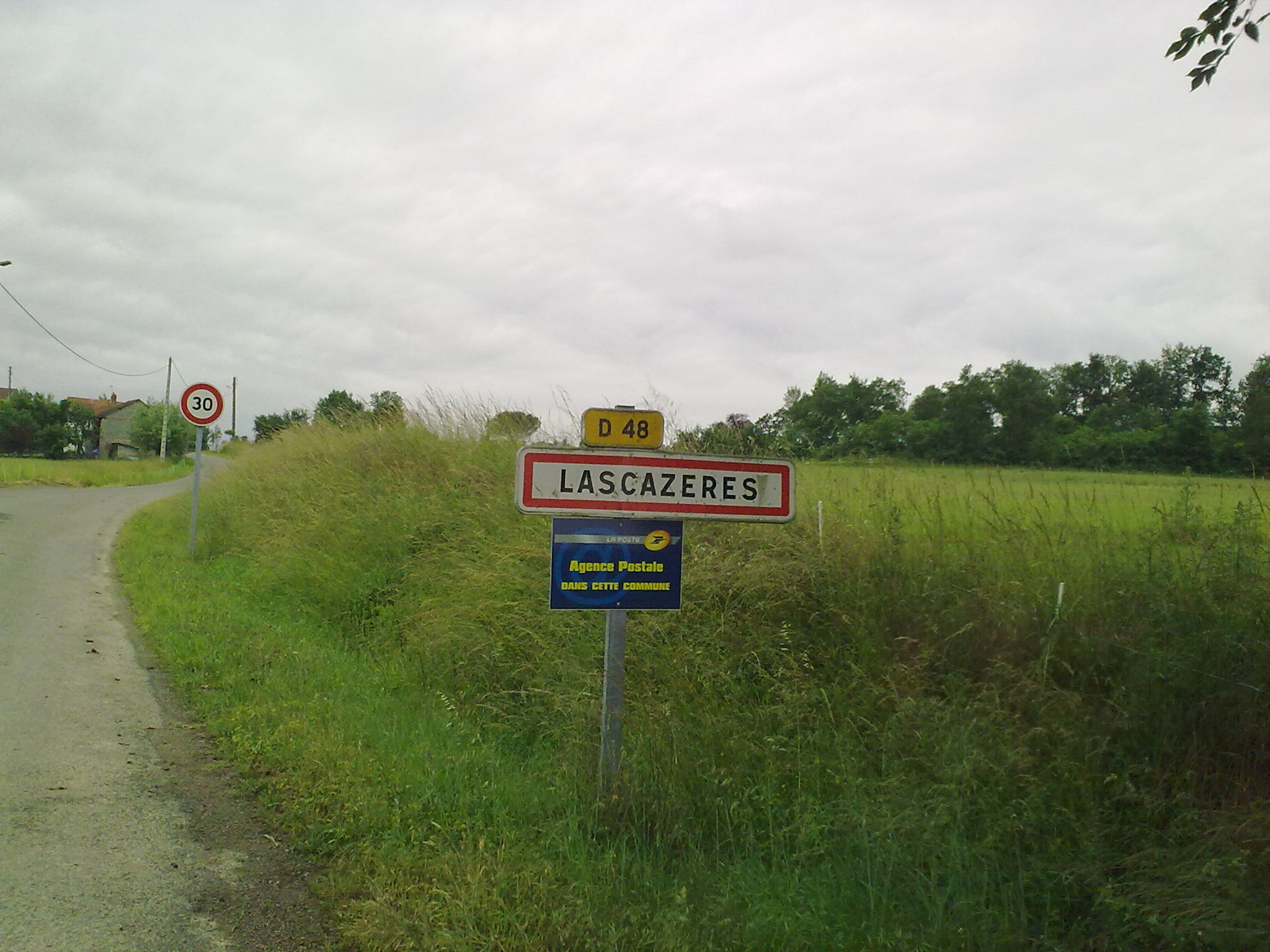
Entrada a Lascasèras.